# جيم مونتغومري
جيم مونتغومري (Jim Montgomery) هو لاعب أولمبي لرياضة السباحة من الولايات المتحدة. شارك في الأولمبياد الصيفي في 1976، وفاز بما مجموعه 4 ميداليات.

## الميداليات
| ذهب | فضة | برونز | المجموع |
| 3   | 0   | 1     | 4       |

## روابط خارجية
- جيم مونتغومري على موقع الاتحاد الدولي للسباحة (الإنجليزية)
- جيم مونتغومري على موقع قاعة مشاهير السباحة العالمية (الإنجليزية)
- جيم مونتغومري على موقع اللجنة الأولمبية الدولية (الإنجليزية)
- جيم مونتغومري على موقع أوليمبيديا (الإنجليزية)